# 全国興行生活衛生同業組合連合会
全国興行生活衛生同業組合連合会（ぜんこくこうぎょうせいかつえいせいどうぎょうくみあいれんごうかい、英語: Japan Association of TheatreOwners）は、興行生活衛生同業組合の全国組織。略称は全興連（ぜんこうれん）。
各都道府県の会員数の総計は100を越える興行業界最大の団体である。ここでいう興行は、映画、演劇、演芸を行う興行者のことである。生活衛生同業組合連合会のひとつに位置づけられている。

## 沿革

### 戦前の歴史
太平洋戦争前、興行に関する全国組織として日本興行組合連合会（興連）があり、都道府県または市町村の興行組合も存在したが、いずれも法人格を持たなかった。

### 戦後の歴史
1957年（昭和32年）6月、環境衛生関係営業の運営の適正化に関する法律（環衛法）が施行された。同法に基づき、同年10月3日に岡山県興行生活衛生同業組合が設立されたのを皮切りに、全国の都道府県に同業組合が設立された。都道府県ごとの同業組合の中央連合体として、1957年（昭和32年）11月14日に全国興行生活衛生同業組合連合会（全興連）が設立され、1958年（昭和33年）3月27日に厚生大臣（現厚生労働大臣）に認可された。これに伴って日本興行組合連合会は解散している。
2000年（平成12年）には環境衛生関係営業の運営の適正化に関する法律が生活衛生関係営業の運営の適正化及び振興に関する法律（生衛法）に改称された。2020年（令和2年）6月、佐々木興業社長の佐々木伸一が全興連会長に就任した。

## 表彰
「映画の日」の記念行事として、その年の映画界に最も寄与した作品にゴールデングロス賞を授与している。全国の映画館に対して行うアンケート調査に基づき、理事会において受賞作品を決定している。

## 組織

### 正会員

#### 北海道
- 北海道興行生活衛生同業組合

#### 東北地方
- 青森県興行生活衛生同業組合
- 岩手県興行生活衛生同業組合
- 生活衛生同業組合宮城県映画協会
- 秋田県興行生活衛生同業組合
- 山形県興行生活衛生同業組合
- 福島県興行生活衛生同業組合

#### 関東地方
- 茨城県興行生活衛生同業組合
- 栃木県興行生活衛生同業組合
- 群馬県興行生活衛生同業組合
- 生活衛生同業組合埼玉県映画協会
- 千葉県興行生活衛生同業組合
- 東京都興行生活衛生同業組合
- 神奈川県興行生活衛生同業組合

#### 中部地方
- 新潟県興行生活衛生同業組合
- 富山県興行生活衛生同業組合
- 石川県興行生活衛生同業組合
- 福井県興行生活衛生同業組合
- 山梨県興行生活衛生同業組合
- 長野県興行生活衛生同業組合
- 生活衛生同業組合岐阜県映画協会
- 生活衛生同業組合静岡県映画興行協会
- 生活衛生同業組合愛知県興行協会
- 三重県興行生活衛生同業組合

#### 近畿地方
- 生活衛生同業組合滋賀県興行協会
- 生活衛生同業組合京都興行協会
- 生活衛生同業組合大阪興行協会
- 生活衛生同業組合兵庫県興行協会
- 奈良県興行生活衛生同業組合
- 和歌山県興行生活衛生同業組合

#### 中国地方
- 鳥取県興行生活衛生同業組合
- 岡山県興行生活衛生同業組合
- 広島県興行生活衛生同業組合
- 山口県興行生活衛生同業組合
- 島根県興行生活衛生同業組合

#### 四国地方
- 香川県興行生活衛生同業組合
- 愛媛県興行生活衛生同業組合
- 高知県興行生活衛生同業組合

#### 九州地方
- 福岡県興行生活衛生同業組合
- 佐賀県興行生活衛生同業組合
- 長崎県興行生活衛生同業組合
- 熊本県興行生活衛生同業組合
- 大分県興行生活衛生同業組合
- 生活衛生同業組合宮崎県興行協会
- 鹿児島県興行生活衛生同業組合

### 準会員
- 徳島県興行協会
- 沖縄県映画興行協会